# Salerano Canavese
Salerano Canavese (Saleiran in piemontese) è un comune italiano di 462 abitanti della città metropolitana di Torino, in Piemonte.

## Storia

### Simboli
Lo stemma e il gonfalone del comune di Salerano Canavese sono stati concessi con decreto del presidente della Repubblica del 29 gennaio 2003.
Il gonfalone è un drappo troncato di azzurro e di rosso.

## Monumenti e luoghi d'interesse
- Chiesa di Sant'Urbano
- Villa Pallavicino

## Amministrazione
Di seguito è presentata una tabella relativa alle amministrazioni che si sono succedute in questo comune.
| Periodo        | Periodo          | Primo cittadino          | Partito                           | Carica              | Note  |
| -------------- | ---------------- | ------------------------ | --------------------------------- | ------------------- | ----- |
| 18 giugno 1976 | 25 maggio 1985   | Elio Ottino              | -                                 | Sindaco             | [ 6 ] |
| 18 giugno 1985 | 25 maggio 1990   | Elio Ottino              | -                                 | Sindaco             | [ 6 ] |
| 25 maggio 1990 | 24 aprile 1995   | Elio Ottino              | -                                 | Sindaco             | [ 6 ] |
| 24 aprile 1995 | 14 giugno 1999   | Elio Ottino              | -                                 | Sindaco             | [ 6 ] |
| 14 giugno 1999 | 25 agosto 2004   | Elio Ottino              | centro-sinistra                   | Sindaco             | [ 6 ] |
| 14 giugno 2004 | 8 giugno 2009    | Elio Ottino              | lista civica                      | Sindaco             | [ 6 ] |
| 25 agosto 2004 | 21 febbraio 2005 | Claudio Ventrice         |                                   | Comm. straordinario | [ 6 ] |
| 8 giugno 2009  | 26 maggio 2014   | Domenico Mancuso         | lista civica                      | Sindaco             | [ 6 ] |
| 26 maggio 2014 | 10 giugno 2018   | Elio Ottino              | lista civica: un Paese in Comune  | Sindaco             | [ 6 ] |
| 10 giugno 2018 | in carica        | Tersilla Caterina Enrico | lista civica: SI Salerano Insieme | Sindaco             | [ 6 ] |

## Società

### Evoluzione demografica

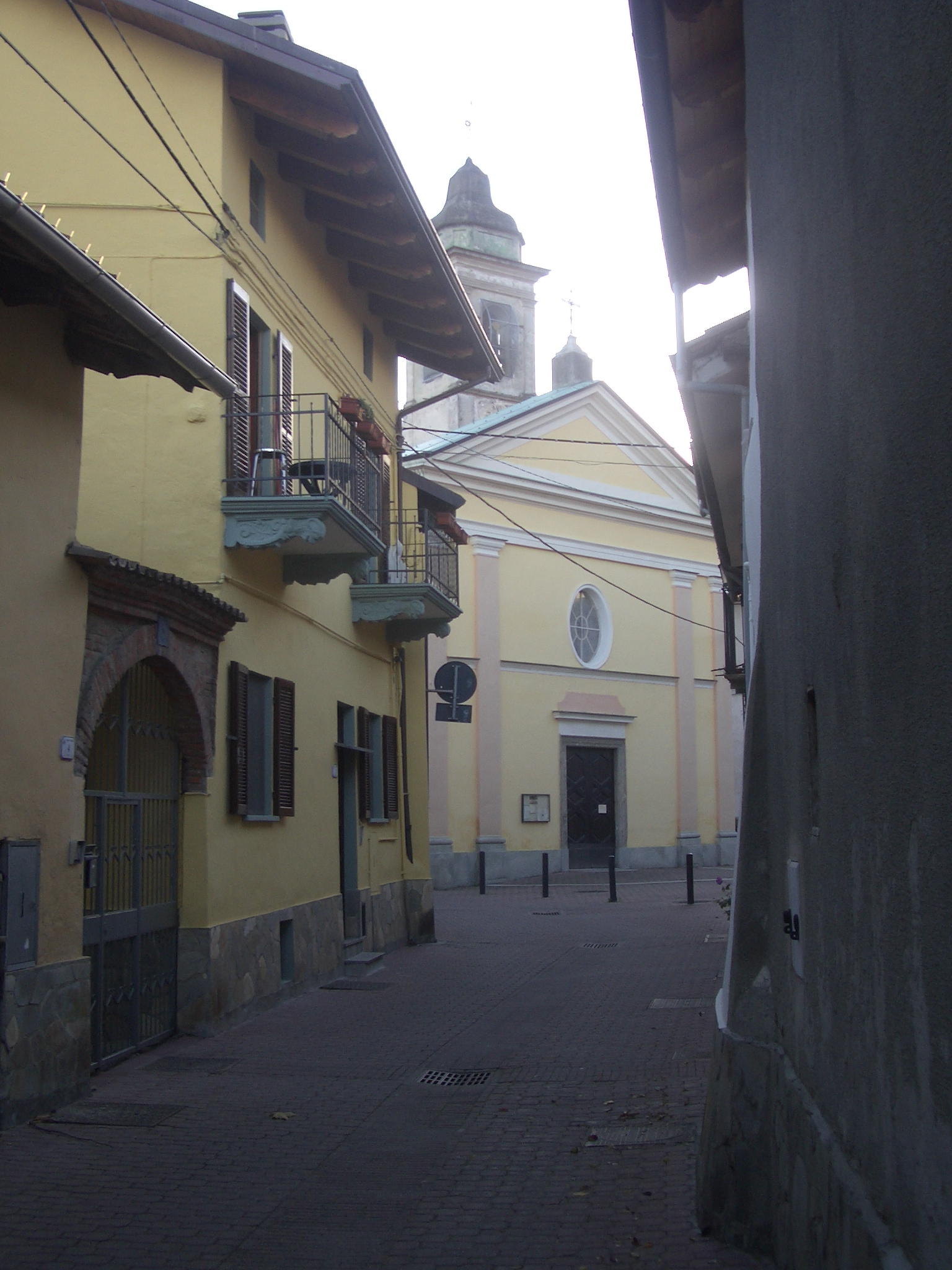
Veduta del paese con la chiesa parrocchiale

Abitanti censiti